# Iepenspintkever

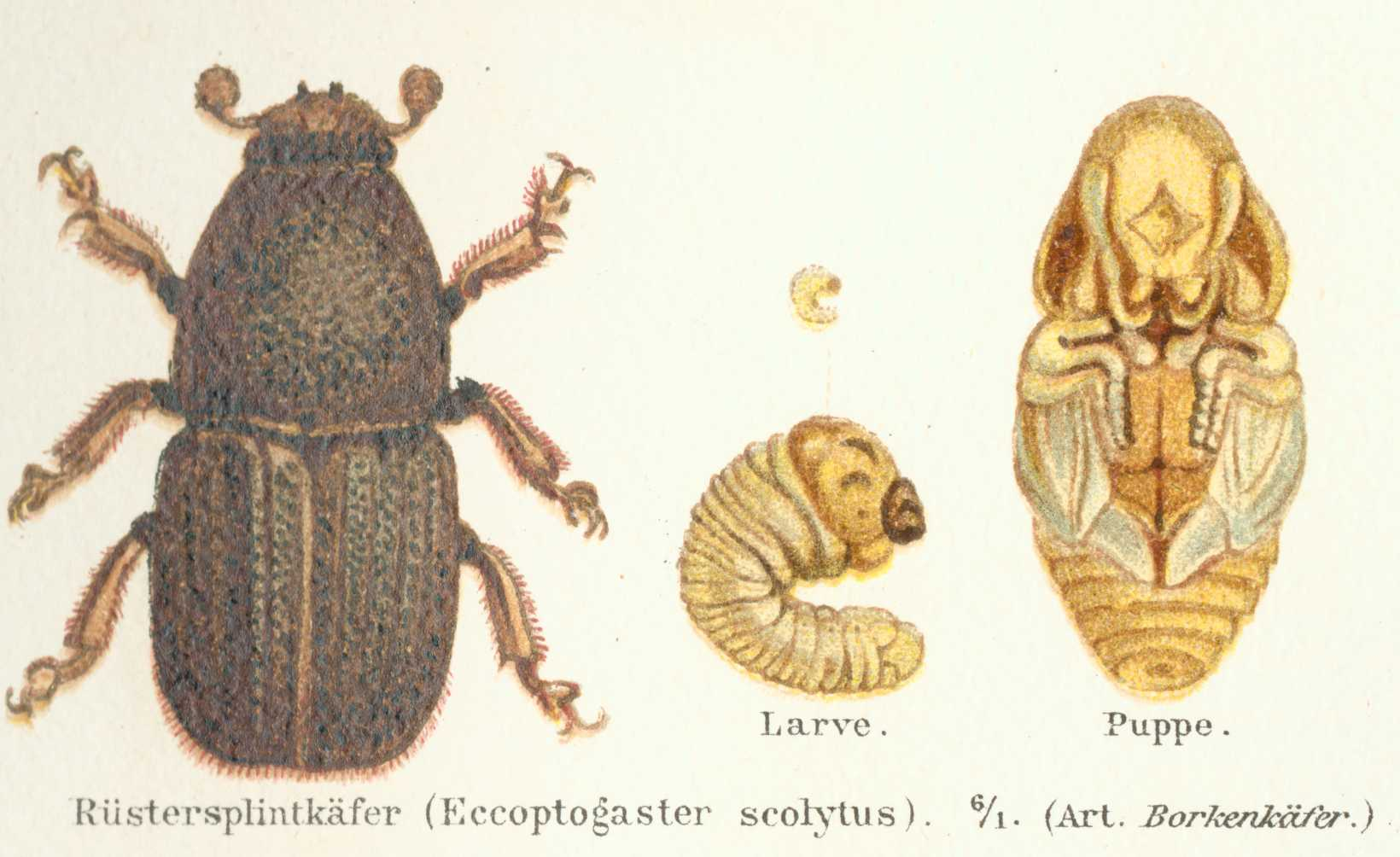
Grote iepenspintkever (Scolytus scolytus)

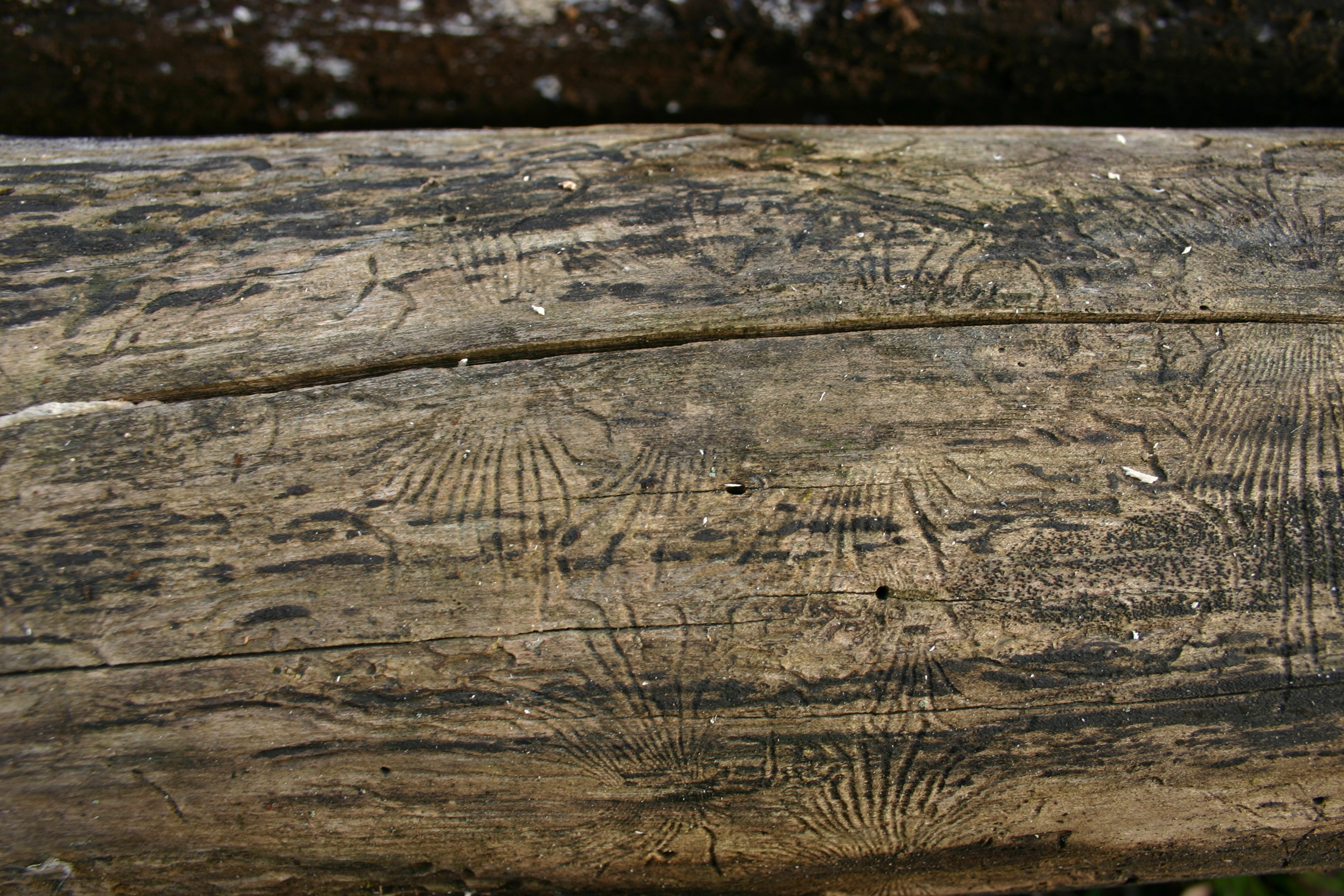
Vraatgangen van een iepenspintkever

De iepenspintkevers zijn een informele groep van drie keversoorten uit het geslacht spintkevers (Scolytus) van de familie snuitkevers (Curculionidae). Het zijn de grote iepenspintkever (Scolytus scolytus), de kleine iepenspintkever (Scolytus multistriatus) en de dwergiepenspintkever (Scolytus pygmaeus). Ze zien er hetzelfde uit, alleen de lengte verschilt, respectievelijk 3 tot 6 mm, 2 tot 4 mm en 2,5 tot 3 mm. Het geslacht Scolytus omvat naast deze drie soorten ook andere houtaantastende soorten, zoals de berkenspintkever en de appelspintkever.
De schimmel die de iepziekte veroorzaakt wordt overgebracht door de iepenspintkevers. De kever zet haar eitjes af in een verzwakte of dode boom of ander iepenhout waar de bast nog omheen zit. Gezonde bomen worden dus met rust gelaten, maar kunnen worden besmet als een boom in de omgeving wordt aangetast, bijvoorbeeld doordat de wortels contact maken. De kevers vliegen van mei tot september en hebben een bereik van enkele kilometers.